# 鎌倉時代

蒙古襲来絵詞

鎌倉時代（かまくらじだい、12世紀末 - 正慶2年/元弘3年〈1333年〉）は、幕府が鎌倉（現・神奈川県鎌倉市）に置かれていた約一世紀半の時代を指す日本の歴史の時代区分である。鎌倉時代は、京都の朝廷と並んで相模国鎌倉に置かれた鎌倉幕府が全国統治の中心となり、日本史上で本格的な武家政権による統治が初めて行われた時代である。鎌倉時代には、二度の元寇（蒙古襲来）という未曾有の国難のほか、地震、飢饉、疫病が多く発生し、50回もの元号改元（そのうち災異改元が30回）が行われ、仏教（鎌倉仏教）が広く庶民と武家にまで広まった。
時代の始期については諸説あるが、鎌倉「幕府」の成立とは必ずしも一致はせず、東国支配権の承認を得た1183年説、守護・地頭設置権を認められた1185年説、源頼朝が征夷大将軍に就任した1192年説等が有力である（詳細は鎌倉幕府#概要を参照）。

## 概要
12世紀末期に、源頼朝が鎌倉殿として武士の頂点に立ち、中央に御家人を統率する「侍所」、財政や政務を担う「政所」、裁判を行う「問注所」の3つの組織を置き、全国に守護を置いて、鎌倉幕府を開き1185年から1333年まで続いた。京都の朝廷と地方の荘園・公領はそのままで、地方支配に地頭等の形で支配構造ができあがった。
二度にわたる元寇（蒙古襲来）があり、内乱、地震、疫病、飢饉などの災害が多く発生した時代である。148年間の中で、50回もの元号改元があり、地震に関わる改元が11回も生じた。こうした時代を背景として。庶民を対象とした、易行（いぎょう。厳しい修行ではない）、選択（せんちゃく。…救済方法を一つ選ぶ）、専修（せんじゅ。…ひたすらに打ち込む）を特徴とした鎌倉仏教が広まった。
幕府は「鎌倉殿（源頼朝）」の私的家政機関として設立されており、公的機関ではない。したがって基本的に鎌倉幕府が支配下に置いたのは鎌倉殿の知行国および主従関係を結んだ武士（御家人）であり、守護の設置などで諸国の治安維持等を担当したものの、全国の武士を完全な支配下に治めたわけではない。平氏政権が朝廷に入り込み、朝廷を通じて支配を試みたのとは対照的である。元寇以降は全国の武士に軍事動員をかける権限などを手にすると、全国支配が強化されることになる。
鎌倉幕府がそれ以前の武家政権である平氏政権と最も異なる点は、問注所と呼ばれる訴訟機関を設置したことで、これまでは地所の支配権をめぐる争いは、当事者同士の武力闘争に容易に発展していたが、これにより実質的に禁止されることになった。つまり武士の全国各地の騒乱のほぼ全ての原因が土地支配に関するものであり、頼朝の新統治理論はそれ以降の幕藩体制の根幹を成すものになった。
源頼朝の死後、2代将軍源頼家、3代将軍源実朝を経て、北条氏が執権として幕府の実権を掌握した（執権政治）。源氏将軍が断絶して以降も、幕府体制は永続するように制度整備がなされ、その裏打ちとして御成敗式目（1232年）という初の武家法が制定され、その後の中世社会の基本法典となった。また、将軍権力は形骸化していく一方で、北条氏惣領の得宗に権力が集中する得宗専制の体制になっていき、それに仕える御内人も台頭するようになった。
後鳥羽上皇らが政治の実権を取り戻すため起こした承久の乱では、鎌倉幕府が朝廷に勝利し、朝廷に対する幕府の政治的優位が確立した。これにより、多くの御家人が西国に恩賞を得て、東国に偏重して西国に弱かった幕府の支配が強く及ぶようになった。
承久の乱後、幕府は守貞親王（後高倉院）を治天の君に擁立し、その系統が断絶すると後嵯峨天皇を即位させ、朝幕関係の安定化を図った。朝廷も幕府も社会と自らの政治的基盤の安定を図るために徳政の興行を推進し、治天の君（上皇）と執権が評定衆を主導して、訴訟の解決を図る態勢が構築された。これは天皇や将軍が直接裁許に加わることで敗訴となった側の怨恨を受け、特に所領問題の場合には（主君による従者保護の責務に反したとして）敗訴となった側の主従関係の解消につながるような事態を回避するために、訴訟の解決を図りつつも所領問題から天皇・将軍を切り離すための仕組みであったと考えられている。
経済的には、地方の在地領主である武士の土地所有が法的に安定したため、全国的に開墾がすすみ、質実剛健な鎌倉文化が栄えた。文化芸術的にも、このような社会情勢を背景に新風が巻き起こり、それまでの公家社会文化と異なり、仏教や美術も武士や庶民に分かりやすい、新しいものが好まれた。政局の安定が西日本を中心に商品経済の拡がりをもたらすと、各地に定期的な市が立つようになった。
土地の相続に関しては分割相続が採用されていたが、そのため時代を下るごとに御家人の所領は零細化され、生活を圧迫することになってしまった。また、中期から本格的に貨幣経済が浸透し始めたが、これに順応できない御家人も多く、生活が逼迫した結果、土地を売却する者もいた。救済策として幕府は永仁の徳政令を発布するなどしたが、芳しい成果は得られなかった。
13世紀には、1274年の文永の役と1281年の弘安の役の二度にわたる元寇があったが、元の侵攻を撃退した。これにより「日本は神国」という神国思想の発端となり、後世に影響を与える事となった。また元の侵攻は阻止したものの、今までの幕府の戦争と違い、外国を相手にした防衛戦であったため、この戦いによって実質的に獲得したものは何も無く、そのため出征した武士（御家人）への恩賞の支払いが少なかったこともあって、「いざ鎌倉」といった幕府と御家人との御恩と奉公という信頼関係を損ねる結果となった。
元寇を機に幕府は、非御家人を含む日本全国の武士へ軍事動員をかける権限を得たほか、鎮西探題や長門探題などの出先機関を置き、西国への支配を強めた。西国をはじめ、日本国内を中央集権的に統治しようとする得宗は御家人を排除し、被官である御内人を重用するようになった。
生活に困窮した御家人の不満を幕府は力で抑えたため、表面上の幕政は安定したものの、霜月騒動や平禅門の乱など専制を強める得宗と御家人の確執は深まり、安藤氏の乱において御内人が当事者の双方から賄賂を取り立てるなどといった事象を幕政の腐敗と見る向きもあり、次第に幕府から人心が離れていくようになった。決定的となった鎌倉大地震や正嘉鎌倉地震などをはじめとして、鎌倉幕府を開いてから度々災害や疫病や飢饉などの混乱が起きたことも、後に鎌倉幕府が崩壊する要因となった。
また、承久の乱以後の朝廷の衰退は、皇位継承を巡る自己解決能力を失うことになり、結果的に幕府を否応無しに巻き込む事になった。幕府は両統迭立原則によって大覚寺統・持明院統両皇統間における話し合いによる皇位継承を勧めて、深入りを避ける方針を採ったが、結果的に紛糾の長期化による、朝廷から幕府に対する新たな介入要請を招き、その幕府の介入結果に不満を抱く反対派による更なる介入要請が出されるという、結果的に幕府の方針と相反した悪循環に陥った。その結果、大覚寺統傍流出身の後醍醐天皇直系への皇位継承を認めないという結論に達したとき、これに反発した後醍醐天皇が、これを支持する公家と幕府に対して不満を抱く武士達の連携の動きが現れるのを見て、叛乱を起こし（正中の変、元弘の乱）、間もなく鎌倉幕府は崩壊した。

## 年表
- 1183年（寿永2年） 寿永二年十月宣旨
- 1185年（文治元年） 11月、文治の勅許に基づき守護・地頭を設置
- 1189年（文治5年） 奥州合戦
- 1192年（建久3年） 源頼朝、征夷大将軍就任
- 1199年（建久10年） 1月、頼朝の死、源頼家が家督を継ぐ
- 1200年（正治2年） 十三人の合議制開始。梶原景時の変
- 1201年（建仁元年） 建仁の乱
- 1203年（建仁3年） 比企能員の変、頼家が幽閉され源実朝が将軍に就任
- 1204年（元久元年） 三日平氏の乱、頼家暗殺される
- 1205年（元久2年） 畠山重忠の乱、牧氏事件
- 1213年（建暦3年） 泉親衡の乱、和田合戦
- 1219年（建保7年） 実朝、公暁に暗殺される
- 1221年（承久3年） 承久の乱、六波羅探題の設置。
- 1224年（元仁元年） 伊賀氏事件、連署の設置
- 1225年（嘉禄元年） 評定衆の設置
- 1226年（嘉禄2年） 九条頼経が将軍に就任 （摂家将軍の開始）
- 1232年（貞永元年） 御成敗式目の制定
- 1246年（寛元4年） 宮騒動
- 1247年（宝治元年） 宝治合戦
- 1249年（建長元年） 引付衆の設置
- 1252年（建長4年） 将軍頼嗣を京へ送還、宗尊親王が将軍に就任（宮将軍の開始）
- 1272年（文永9年）  二月騒動
- 1274年（文永11年） 文永の役
- 1281年（弘安4年） 弘安の役
- 1284年（弘安7年） 弘安徳政
- 1285年（弘安8年） 霜月騒動
- 1293年（正応6年） 鎌倉大地震及び地震の混乱に乗じた平禅門の乱
- 1297年（永仁5年） 永仁の徳政令
- 1305年（嘉元3年） 嘉元の乱
- 1317年（文保元年） 文保の和談
- 1324年（正中元年） 正中の変
- 1326年（正中3年→嘉暦元年） 嘉暦の騒動
- 1331年（元弘元年〈元徳3年〉） 元弘の乱
- 1333年（正慶2年、元弘3年） 鎌倉幕府滅亡

## 鎌倉時代の政治
鎌倉幕府は当初、将軍（実際には「鎌倉殿」。征夷大将軍職は必須ではない）を中心としていた。源氏（河内源氏の源頼朝系）直系の将軍は3代で絶え、将軍は公家（摂家将軍）、後には皇族（皇族将軍）を置く傀儡の座となり、実権は将軍から、十三人の合議制へ移る。さらに和田合戦、宝治合戦、平禅門の乱などにより北条氏以外の他氏族を幕府から排除すると、権力を北条氏に集中させる動きも強まった。そうして実権は、頼朝の妻である北条政子を経て、執権であった北条氏へ移っていった。更に執権北条時頼が執権引退後も執政を行ったことから、幕府権力は執権の地位よりも北条泰時を祖とする北条氏本家（得宗家）に集中。執権在職者も幕府最高権力者というわけではなく、宮騒動、二月騒動などで得宗家に反抗する名越北条家などの傍流や御家人は排除された（得宗専制）。
北条氏の功績としては御成敗式目の制定が挙げられる。これは今までの公家法からの武家社会の離脱であり、法制上も公武が分離したことを示す。先の北条氏による他氏排斥に伴い、諸国の守護職などは大半が北条氏に占められるようになり、さらに北条氏の家臣である御内人が厚遇され、御家人や地方の武士たちの不満を招くことになった。執権北条時宗の代に2度に渡る元寇があり、鎌倉幕府はこれを撃退したが、他国との戦役であり新たに領土を得たわけではなかったため、十分な恩賞を与えることができず、これもまた武士たちの不満を強めさせた。北条貞時の代になると御内人の権力は増長し、得宗の権威すら凌ぐようになり、貞時は平禅門の乱で平頼綱を討ち得宗へ権力を戻そうとするも、末期には政治への無関心から再び御内人が実権を握った。
また、貨幣経済が浸透して、市場がある市場町が誕生した。多くの御家人が経済的に没落して、凡下（庶民階級・非御家人層）の商人から借財を重ねた。1284年に弘安徳政、さらに1297年に永仁の徳政令を実施して没落する御家人の救済を図ったが、恩賞不足や商人が御家人への金銭貸し出しを渋るなど、かえって御家人の不満と混乱を招く結果に終わった。後醍醐天皇による鎌倉幕府打倒は、この武士たちの不満を利用する形で行われることになる。

## 経済と社会

### 守護・地頭
1185年に、源頼朝は大江広元の献策を容れて弟の源義経の追討を目的に全国に守護・地頭を設置する。守護は一国に一名ずつ配置され、謀反人の殺害など大犯三ヶ条や国内の御家人の統率が役割の役職。地頭は公領や荘園ごとに設置され、年貢の徴収や土地管理などが役割であった。鎌倉幕府の権威を背景に荘園を侵略。豊作凶作にかかわり無く一定額の年貢で荘園管理を一切請け負わせる地頭請や、荘園を地頭分と領家分に強引にわける下地中分など、一部で横暴も多くあった。

### 商工業
- 貨幣経済（宋銭・元銭の輸入）
- 為替
- 借上/土倉
- 頼母子
- 三斎市
- 振売
- 見世棚
- 座の形成
- 職人（鍛冶、鋳物師、紺屋、番匠）

### 農業
室町時代とは区別がはっきりしていない。
- 名田
- 二毛作：米の裏作として麦を栽培する。（畿内や西国）
- 早稲・中稲・晩稲：品種改良。
- 刈敷・草木灰・下肥：肥料の使用。
- 牛馬耕：牛馬に犂を引かせる。
- 水車：田への揚水。
- 商品作物：楮／荏胡麻／藍／桑／茶など。

## 対外関係
- 元寇
- 日宋貿易
- 日元貿易
- 寺社造営料唐船
- 倭寇

## 鎌倉時代の文化
鎌倉文化の特徴は、文化の中心地は平安時代と変わらず京都と奈良であるが、武士や庶民の新しい文化が以前の貴族文化と拮抗した点で、文化の二元性が出てきたところにある。
作風は、一般に素朴で質実、写実的と言われる。中国（宋・元）からの禅文化の影響も色濃い。

### 文学

#### 歌集
- 勅撰集
  - 新古今和歌集
- 私家集
  - 金槐和歌集
  - 山家集

#### 随筆
- 徒然草
- 方丈記

#### 日記・紀行文学
- 玉葉
- 海道記、東関紀行
- 十六夜日記
- とはずがたり

#### 軍記物語
- 平家物語
- 保元物語
- 平治物語
- 源平盛衰記

#### 説話集
- 宇治拾遺物語
- 十訓抄
- 古今著聞集
- 古事談
- 続古事談

#### 仏教説話集
- 沙石集
- 宝物集
- 発心集

#### 歴史書
- 今鏡
- 水鏡
- 愚管抄
- 吾妻鏡
- 元亨釈書
- 百練抄

### 宗教

#### 仏教の革新運動
12世紀中ごろから13世紀にかけて、新興の武士や農民たちの求めに応じて、日本仏教を変革する運動として鎌倉新仏教の宗派が興隆すると、南都仏教（旧仏教）の革新運動がすすんだ。大きな特徴は、平安時代までの鎮護国家から離れた大衆の救済への志向であり、国家から自立した活動が行われた。
これは保元の乱、平治の乱から治承・寿永の乱と続く戦乱の時代により厭世観（末法思想）が強まり、魂の救済が求められるようになったためである。また、仏教の一般大衆化も推進された。
平安時代を通じて鎮護国家を担う山門（比叡山延暦寺）勢力は教義の教えや体系的な学問に励む一方、加持祈祷や僧兵の武力を通じて、政治権力を持つようになった。その一方で、円仁が比叡山に伝えた念仏三昧法から源信の天台浄土教、良忍の融通念仏宗など浄土教の興隆があった。また、天台宗はすべての衆生は成仏できるという法華一乗の立場を取っていた。鎌倉新仏教の開祖たち（一遍を除く）は比叡山に学んでおり、比叡山は一切衆生の救済を説く鎌倉新仏教を生む母胎であった。
- 浄土信仰
  - 浄土宗（法然）
  - 浄土真宗（別名：一向宗）（親鸞）
  - 時宗（一遍）
- 禅宗
  - 臨済宗（栄西）
  - 曹洞宗（道元）
- 法華経
  - 法華宗・日蓮宗（日蓮）

##### 南都仏教復興運動
- 法相宗（貞慶）
- 華厳宗（明恵）
- 律宗（俊芿、叡尊、忍性）

新仏教の台頭に対抗後、旧仏教の側は念仏批判をすると、戒律を重んじて、腐敗している旧仏教内部の革新を進めた。また、一切衆生の救済を強く志向すると、ハンセン病救済事業や、非人救済、橋の架橋を行うなど社会事業を熱心に進めた。

##### 渡日した禅僧
- 蘭渓道隆
- 無学祖元
- 一山一寧

元の侵攻による南宋の圧迫と滅亡から、禅宗の知識人が日本に渡ってくることがあった。いずれも幕府の指導者に影響を与えた。

#### 反本地垂迹説
元寇の勝利によって民族的自覚が強まり、日本は神国であるという「神国思想」が生まれた。神本仏従の習合思想が成立した。
- 伊勢神道
  - 度会家行

### 彫刻
- 運慶
- 快慶
- 康弁

### 建築
- 大仏様 - 東大寺南大門
- 禅宗様 - 円覚寺舎利殿
- 和様 - 蓮華王院本堂（三十三間堂）
- 折衷様 - 観心寺金堂

### 絵画
- 縁起絵
  - 融通念仏縁起絵巻
  - 春日権現験記
  - 北野天神縁起絵巻
  - 石山寺縁起絵巻
- 伝記絵
  - 法然上人絵伝
  - 一遍上人絵伝
- 合戦絵／物語絵
  - 平治物語絵巻
  - 蒙古襲来絵詞
  - 男衾三郎絵巻
- 似絵
  - 神護寺三像（伝源頼朝像など）
  - 後鳥羽上皇像
  - 公家列影図
- 頂相
  - 聖一国師像

### 書道
- 青蓮院流

### 工芸
- 刀剣
  - 粟田口吉光
  - 正宗
  - 長船長光
- 武具
  - 明珍一派
- 陶器
  - 六古窯
    - 瀬戸窯（古瀬戸様式）
    - 常滑窯
    - 信楽窯
    - 越前窯
    - 丹波窯
    - 備前窯

  - 渥美・湖西窯
  - 山茶碗

## 人物
- 鎌倉時代の人物一覧
- 鎌倉幕府の執権一覧
- 鎌倉幕府連署・引付頭人一覧
- 六波羅探題・鎮西探題の一覧